# Osmiculture

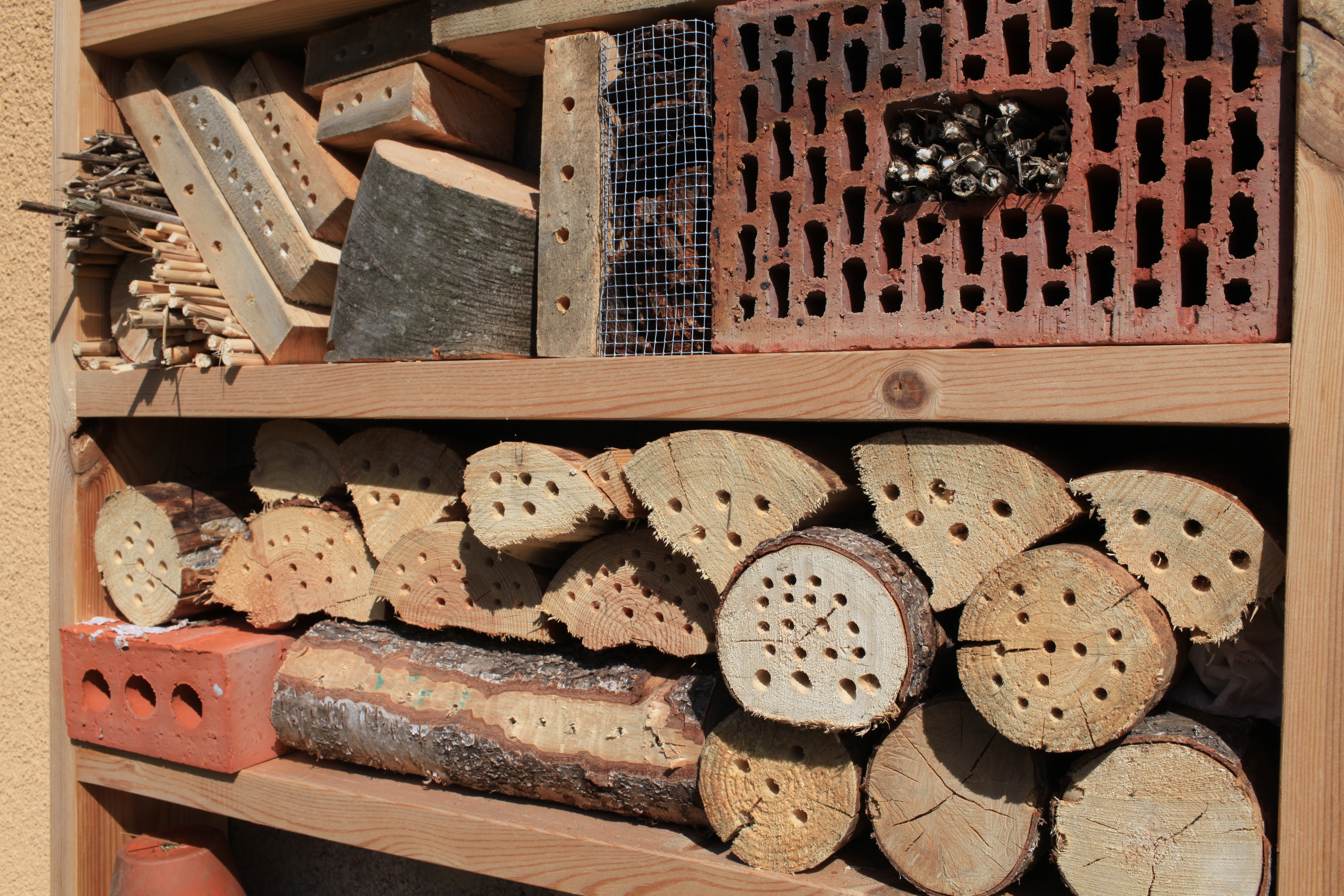
Hôtel à insectes

L’osmiculture est l’élevage d’abeilles solitaires (osmies), inoffensives pour l'homme, à l'aide d'un nichoir à insectes dans le but de favoriser la pollinisation d'un milieu notamment les vergers et les jardins potagers dont elle augmente la productivité. Les osmies sont parmi les pollinisateurs les plus efficaces. Ainsi certaines entreprises récupèrent les nichoirs des particuliers afin de les réimplanter dans les zones agricoles où elles ont été éliminées par l'utilisation d'insecticides.

## Livres
- Vincent Albouy, Abeilles sauvages, Delachaux et Niestlé, 2016  (ISBN 9782603019931)
- Mélanie Von Orlow, Hôtels à insectes, Guide nature Ulmer, 2015  (ISBN 9782841387540)